# (5661) Hildebrand
(5661) Hildebrand es un asteroide perteneciente al cinturón exterior de asteroides descubierto el 14 de agosto de 1977 por Nikolái Stepánovich Chernyj desde el Observatorio Astrofísico de Crimea (República de Crimea).

## Designación y nombre
Designado provisionalmente como 1977 PO1. Fue nombrado Hildebrand en honor del conocido geólogo canadiense Alan R. Hildebrand, quien descubrió que el cráter de Chicxulub en la península de Yucatán resultó de un impacto de asteroide que coincidió con las extinciones terminales del período Cretáceo. Su vinculación de una "pistola humeante" a un importante evento de extinción en la historia geológica proporcionó evidencia de fundamental importancia para la resolución de un debate centenario sobre la desaparición de los dinosaurios y la ocurrencia de catástrofes en la historia de la Tierra. Hildebrand también ha apoyado mucho el programa de investigación de asteroides en la Universidad de Victoria.

## Características orbitales
Hildebrand está situado a una distancia media del Sol de 3,966 ua, pudiendo alejarse hasta 4,897 ua y acercarse hasta 3,035 ua. Su excentricidad es 0,234 y la inclinación orbital 13,31 grados. Emplea 2885,64 días en completar una órbita alrededor del Sol.

## Características físicas
La magnitud absoluta de Hildebrand es 11. Tiene 34,37 km de diámetro y su albedo se estima en 0,1364. 